# クレイグ・ウィング
クレイグ・ウィング（Craig Wing、1979年12月26日 - ）は、オーストラリアの元ラグビーリーグ選手、ラグビーユニオン選手。

## 概要
- シドニー出身。
- ポジションはセンター(CTB)及びスタンドオフ(SO)。
- 愛称は『ウインギー、WINGY』
- 身長 180cm、体重 90kg
- 日本代表キャップは11。（2015年10月現在）
- トップリーグ・ダンディプレーヤー総選挙では1位になった。[1]

## 来歴
シドニーでは絶大なる人気を誇るラグビーリーグの影響をそのまま受け、1998年、サウス・シドニー・ラビトーズに入団。2000年、シドニー・ルースターズに移籍し、2002年、ナショナルラグビーリーグで、同チーム27年振りとなる優勝に貢献。2003年のワールドクラブチャレンジでも優勝に貢献した。また、2002年にラグビーリーグ・オーストラリア代表（カンガルーズ）に選出され、通算16試合に出場した。2008年、サウス・シドニー・ラビトーズに復帰。2009年に退団。なお、ラグビーリーグ時代の主なポジションはファイブ-エイス（スタンドオフ）。
2010年、外国人選手の解雇に伴い、新たなスタンドオフ獲得が必要となったNTTコミュニケーションズシャイニングアークスと、ユニオンの実績がないものの、リーグにおける実績が抜群であることや、当人がユニオンでのプレーを希望していたこともあり、入団に合意。同年9月4日に行われたジャパンラグビートップリーグ第1節の豊田自動織機シャトルズ戦に先発出場で日本での公式戦初出場を果たす。
2012年、神戸製鋼コベルコスティーラーズに移籍。2013年、日本代表に選出され、5月10日に行われた対UAE戦が、ユニオンにおける初キャップ試合となった。また、2013年のウェールズ来日テストマッチ（リポビタンDチャレンジ）では2戦ともに出場し、6月15日の対ウェールズ戦では自ら逆転のトライを挙げ、対同チーム初勝利に貢献した。
2015年、ラグビーワールドカップ2015の日本代表に選ばれる。　
2016年、神戸製鋼を退団した。